# Breslau-Magdeburg-Bremer Urstromtal

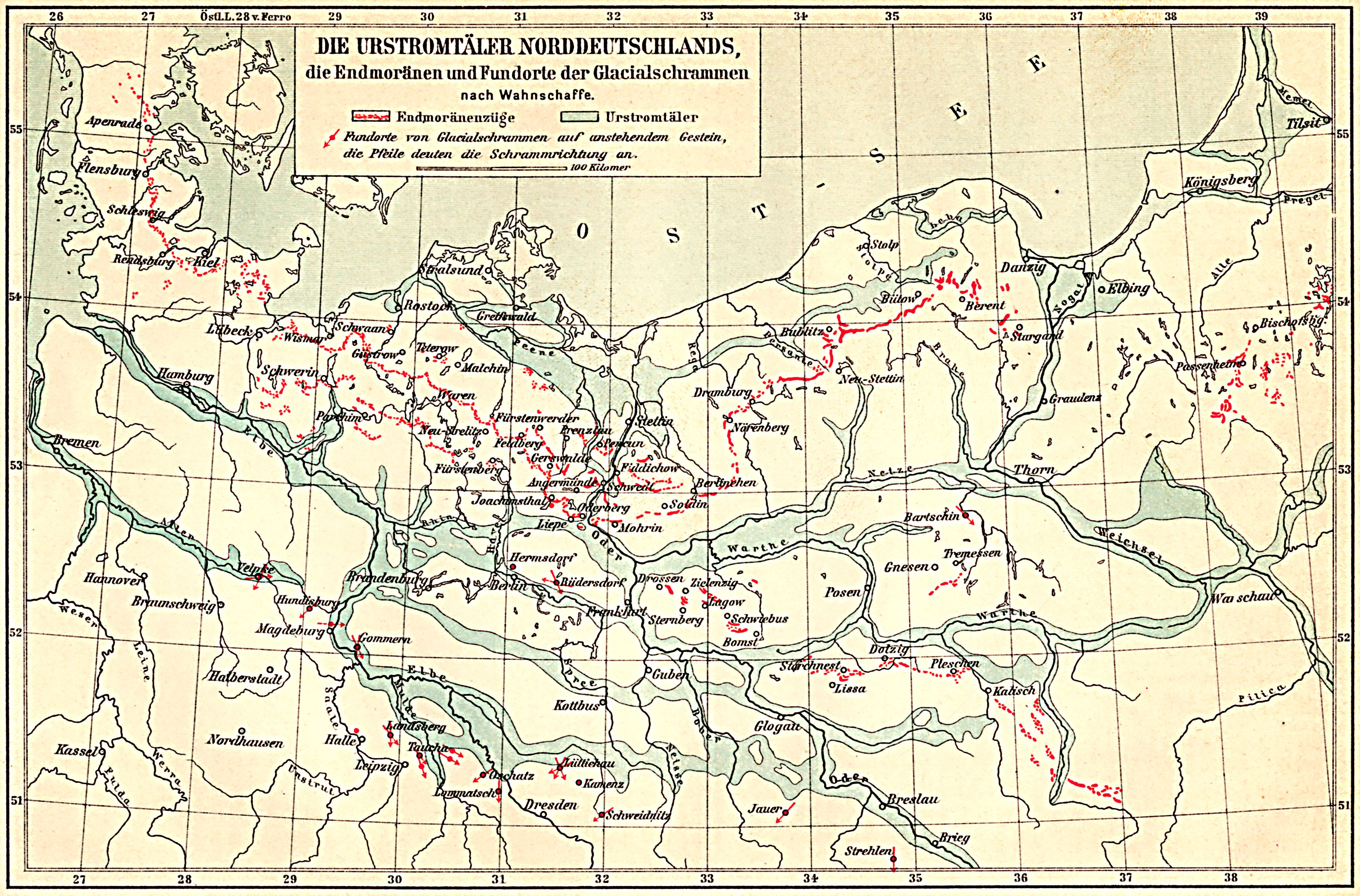
Die Urstromtäler Mitteleuropas, das südlichste ist das Breslau-Magdeburger Urstromtal

Das Breslau-Magdeburg-Bremer Urstromtal, auch Breslau-Magdeburger Urstromtal, ist eine Talniederung im südlichen Polen und Deutschland von Breslau über Wittenberg, Magdeburg und Wolfsburg bis nach Bremen.  Es ist das einzige erhaltene Urstromtal der Saalekaltzeit, da es nicht von der späteren Weichsel-Kaltzeit überformt wurde. Teile davon sind das Lausitzer Urstromtal und das Aller-Urstromtal.

## Entstehung
Das Breslau-Magdeburger Urstromtal wurde im Warthe-Stadium am Ende des Saale-Hochglazials gebildet und entstand als Abflussbahn von Schmelzwässern. Der zugehörige Endmoränen-Komplex (siehe Glaziale Serie) ist der Südliche Landrücken, zu dem zum Beispiel der Fläming und der Lausitzer Grenzwall zählen.

## Flüsse
Es wird heute auf Teilstrecken von verschiedenen Flüssen durchflossen, so von:
- Oder
- Bober, Nebenfluss der Oder
- Lausitzer Neiße, Nebenfluss der Oder
- Spree, Nebenfluss der Havel
- Schwarzer Elster, Nebenfluss der Elbe
- Elbe
- Ohre, Nebenfluss der Elbe (entgegen der ursprünglichen Fließrichtung)
- Aller, Nebenfluss der Weser
- Weser